# جنگ غذاها: شوکوگکی نو سوما
جنگ غذاها! شوکوگکی نو سوماً (به ژاپنی: 食戟のソーマ Shokugeki no Sōma) یک مجموعه شونن مانگا ژاپنی به نویسندگی یوتو سوکودا و طراحی شون سائکی است. فصل‌های مستقل این مجموعه توسط شوئیشا از ۲۶ نوامبر ۲۰۱۲ تا ۲۷ ژوئن ۲۰۱۹ به تعداد کلی ۳۶ تانکوبون در هفته‌نامه شونن جامپ به چاپ می‌رسید. یک مجموعه تلویزیونی انیمه ۲۴ قسمتی نیز توسط استودیو جی.سی.استاف بر اساس نسخه مانگا دستمایه اقتباس قرار گرفت که از آوریل تا سپتامبر ۲۰۱۵ پخش گردید. در ۱۰ دسامبر ۲۰۱۵، خبر ساخت فصل دوم انیمه اعلام گردید، که از ژوئیه تا سپتامبر ۲۰۱۶ پخش شد. بخش نخست فصل سوم تحت عنوان جنگ غذاها! بشقاب سوم بین اکتبر تا دسامبر ۲۰۱۷ به روی آنتن رفت، و دمین بخش آن از آوریل تا ژوئن ۲۰۱۸ پخش گردید. فصل چهارم بین ماه اکتبر و دسامبر سال ۲۰۱۹ پخش گردید. فصل پنجم و پایانی نیز با عنوان جنگ غذاها! بشقاب پنجم از آوریل تا سپتامبر ۲۰۲۰ منتشر شد.

## داستان
در مأموریتی برای کشف تمام مهارت‌های آشپزی جهان، آرزوی نهایی زندگی سوماً یوکیهیرا، تبدیل شدن به آشپزی ماهر حتی فراتر از پدرش بود. او پسری با استعداد در زمینهٔ پخت‌وپز است و اغلب قادر به پختن غذاهای جدید، معمولاً با ترکیباتی عجیب و غریب و حماسی (ماهی مرکب با کره بادام‌زمینی) است و این قدرت تخیل گسترده‌اش، باعث شد او غذاهای منحصر به فرد و فوق‌العاده‌ای درست کند. اما او به یکباره شوکه شد، هنگامی که پدرش به دلیل مسائل شغلی مجبور شد به سراسر جهان سفر کند و تصمیم گرفت برای چندین سال متوالی رستوران خانوادگی را ببندد و در عین حال سوماً را در یک مدرسهٔ آشپزی معتبر نام‌نویسی می‌کند. با این حال این مدرسه دارای نکته‌ای بود، تنها ۱۰٪ از دانش‌آموزان از این مؤسسه نخبگان فارغ‌التحصیل خواهند شد و به گفته پدرش: آرزوی شکست او به مانند شوخی می‌ماند، اگر سوماً نتواند در این راه موفق شود. سوماً برای ادامه کار خود در رستوران، باید مهارت‌های آشپزی خود را در این مدرسه آشپزی بهبود ببخشد.